# Tour de Suisse 2019
La 83e édition du Tour de Suisse a lieu du 15 au 23 juin 2019.

## Présentation

### Parcours
Alors que la dernière étape devait passer par les cols du Grimsel, Nufenen et de la Furka, les organisateurs sont contraints à modifier le tracé de l’étape, les autorités uranaises ayant interdit d’ouvrir le Susten en raison de conditions de sécurité insuffisante après un long hiver. L’étape est redessinée afin de passer par les cols du Nufenen, du Gothard et de la Furka.

### Équipes
Le Tour de Suisse figurant au calendrier de l'UCI World Tour, les 18 WorldTeams y participent. Deux équipes continentales professionnelles et une équipe nationale, Rally UHC Cycling, Total Direct Énergie et la Suisse, sont invitées. Vingt-et-une équipes participent ainsi à ce Tour de Suisse :
| WorldTeams (18)- AG2R La Mondiale - Astana - Bahrain-Merida - EF Education First - Dimension Data - Movistar Team - Mitchelton-Scott - Lotto Soudal - Groupama-FDJ - Bora-hansgrohe - Deceuninck-Quick Step - CCC Team - UAE Team Emirates - Trek-Segafredo - Team Sunweb - Ineos - Katusha-Alpecin - Team Jumbo-Visma Équipes continentales professionnelles (2)- Total Direct Énergie - Rally UHC Cycling Équipe nationale- Suisse |
| |

## Étapes
| Étape     | Date    | Villes étapes                             | type                        | Distance (km) | Vainqueur d'étape | Leader du classement général |
| --------- | ------- | ----------------------------------------- | --------------------------- | ------------- | ----------------- | ---------------------------- |
| 1re étape | 15 juin | Langnau im Emmental – Langnau im Emmental | contre-la-montre individuel | 9,5           | Rohan Dennis      | Rohan Dennis                 |
| 2e étape  | 16 juin | Langnau im Emmental – Langnau im Emmental | étape de moyenne montagne   | 159,6         | Luis León Sánchez | Kasper Asgreen               |
| 3e étape  | 17 juin | Wünnewil-Flamatt – Morat                  | étape vallonnée             | 162,3         | Peter Sagan       | Peter Sagan                  |
| 4e étape  | 18 juin | Morat – Arlesheim                         | étape de moyenne montagne   | 163,9         | Elia Viviani      | Peter Sagan                  |
| 5e étape  | 19 juin | Münchenstein – Einsiedeln                 | étape de moyenne montagne   | 177           | Elia Viviani      | Peter Sagan                  |
| 6e étape  | 20 juin | Einsiedeln – Flumserberg                  | étape de moyenne montagne   | 120,2         | Antwan Tolhoek    | Egan Bernal                  |
| 7e étape  | 21 juin | Quarten – col du Saint-Gothard            | étape de montagne           | 216,6         | Egan Bernal       | Egan Bernal                  |
| 8e étape  | 22 juin | Goms – Goms                               | contre-la-montre individuel | 19,2          | Yves Lampaert     | Egan Bernal                  |
| 9e étape  | 23 juin | Goms – Goms                               | étape de montagne           | 101,5         | Hugh Carthy       | Egan Bernal                  |

## Déroulement de la course

### 1reétape
| \| Classement de l'étape \| Classement de l'étape \| Classement de l'étape \| Classement de l'étape \| Classement de l'étape \| \| Coureur \| Coureur \| Pays \| Équipe \| Temps \| \| --------------------- \| --------------------- \| --------------------- \| --------------------- \| --------------------- \| \| 1er \| Rohan Dennis \| Australie \| Bahrain-Merida \| 10 min 50 s \| \| 2e \| Maciej Bodnar \| Pologne \| Bora-Hansgrohe \| + 0 s \| \| 3e \| Michael Matthews \| Australie \| Team Sunweb \| + 1 s \| \| 4e \| Søren Kragh Andersen \| Danemark \| Team Sunweb \| + 2 s \| \| 5e \| Kasper Asgreen \| Danemark \| Deceuninck-Quick Step \| + 2 s \| \| 6e \| Lawson Craddock \| États-Unis \| EF Education First \| + 5 s \| \| 7e \| Peter Sagan \| Slovaquie \| Bora-Hansgrohe \| + 7 s \| \| 8e \| Patrick Bevin \| Nouvelle-Zélande \| CCC Team \| + 8 s \| \| 9e \| Stefan Küng \| Suisse \| Groupama-FDJ \| + 9 s \| \| 10e \| Thomas Scully \| Nouvelle-Zélande \| EF Education First \| + 11 s \| |                      |                  |                       |             |
| |                      |                  |                       |             |
| Source : ProCyclingStats |                      |                  |                       |             |
| Classement de l'étape |                      |                  |                       |             |
| Coureur | Coureur              | Pays             | Équipe                | Temps       |
| 1er | Rohan Dennis         | Australie        | Bahrain-Merida        | 10 min 50 s |
| 2e | Maciej Bodnar        | Pologne          | Bora-Hansgrohe        | + 0 s       |
| 3e | Michael Matthews     | Australie        | Team Sunweb           | + 1 s       |
| 4e | Søren Kragh Andersen | Danemark         | Team Sunweb           | + 2 s       |
| 5e | Kasper Asgreen       | Danemark         | Deceuninck-Quick Step | + 2 s       |
| 6e | Lawson Craddock      | États-Unis       | EF Education First    | + 5 s       |
| 7e | Peter Sagan          | Slovaquie        | Bora-Hansgrohe        | + 7 s       |
| 8e | Patrick Bevin        | Nouvelle-Zélande | CCC Team              | + 8 s       |
| 9e | Stefan Küng          | Suisse           | Groupama-FDJ          | + 9 s       |
| 10e | Thomas Scully        | Nouvelle-Zélande | EF Education First    | + 11 s      |

| \| Classement général \| Classement général \| Classement général \| Classement général \| Classement général \| \| Coureur \| Coureur \| Pays \| Équipe \| Temps \| \| ------------------ \| -------------------- \| ------------------ \| --------------------- \| ------------------ \| \| 1er \| Rohan Dennis \| Australie \| Bahrain-Merida \| 10 min 50 s \| \| 2e \| Maciej Bodnar \| Pologne \| Bora-Hansgrohe \| + 0 s \| \| 3e \| Michael Matthews \| Australie \| Team Sunweb \| + 1 s \| \| 4e \| Søren Kragh Andersen \| Danemark \| Team Sunweb \| + 2 s \| \| 5e \| Kasper Asgreen \| Danemark \| Deceuninck-Quick Step \| + 2 s \| \| 6e \| Lawson Craddock \| États-Unis \| EF Education First \| + 5 s \| \| 7e \| Peter Sagan \| Slovaquie \| Bora-Hansgrohe \| + 7 s \| \| 8e \| Patrick Bevin \| Nouvelle-Zélande \| CCC Team \| + 8 s \| \| 9e \| Stefan Küng \| Suisse \| Groupama-FDJ \| + 9 s \| \| 10e \| Thomas Scully \| Nouvelle-Zélande \| EF Education First \| + 11 s \| |                      |                  |                       |             |
| |                      |                  |                       |             |
| Source : ProCyclingStats |                      |                  |                       |             |
| Classement général |                      |                  |                       |             |
| Coureur | Coureur              | Pays             | Équipe                | Temps       |
| 1er | Rohan Dennis         | Australie        | Bahrain-Merida        | 10 min 50 s |
| 2e | Maciej Bodnar        | Pologne          | Bora-Hansgrohe        | + 0 s       |
| 3e | Michael Matthews     | Australie        | Team Sunweb           | + 1 s       |
| 4e | Søren Kragh Andersen | Danemark         | Team Sunweb           | + 2 s       |
| 5e | Kasper Asgreen       | Danemark         | Deceuninck-Quick Step | + 2 s       |
| 6e | Lawson Craddock      | États-Unis       | EF Education First    | + 5 s       |
| 7e | Peter Sagan          | Slovaquie        | Bora-Hansgrohe        | + 7 s       |
| 8e | Patrick Bevin        | Nouvelle-Zélande | CCC Team              | + 8 s       |
| 9e | Stefan Küng          | Suisse           | Groupama-FDJ          | + 9 s       |
| 10e | Thomas Scully        | Nouvelle-Zélande | EF Education First    | + 11 s      |

### 2eétape
| \| Classement de l'étape \| Classement de l'étape \| Classement de l'étape \| Classement de l'étape \| Classement de l'étape \| \| Coureur \| Coureur \| Pays \| Équipe \| Temps \| \| --------------------- \| --------------------- \| --------------------- \| --------------------- \| --------------------- \| \| 1er \| Luis León Sánchez \| Espagne \| Astana \| 4 h 01 min 21 s \| \| 2e \| Peter Sagan \| Slovaquie \| Bora-Hansgrohe \| + 6 s \| \| 3e \| Matteo Trentin \| Italie \| Mitchelton-Scott \| + 6 s \| \| 4e \| Kasper Asgreen \| Danemark \| Deceuninck-Quick Step \| + 6 s \| \| 5e \| Greg Van Avermaet \| Belgique \| CCC Team \| + 6 s \| \| 6e \| Michael Matthews \| Australie \| Team Sunweb \| + 6 s \| \| 7e \| Omar Fraile \| Espagne \| Astana \| + 6 s \| \| 8e \| Sven Erik Bystrøm \| Norvège \| UAE Team Emirates \| + 6 s \| \| 9e \| Nathan Haas \| Australie \| Katusha-Alpecin \| + 6 s \| \| 10e \| Ben Swift \| Royaume-Uni \| Team Ineos \| + 6 s \| |                   |             |                       |                 |
| |                   |             |                       |                 |
| Source : ProCyclingStats |                   |             |                       |                 |
| Classement de l'étape |                   |             |                       |                 |
| Coureur | Coureur           | Pays        | Équipe                | Temps           |
| 1er | Luis León Sánchez | Espagne     | Astana                | 4 h 01 min 21 s |
| 2e | Peter Sagan       | Slovaquie   | Bora-Hansgrohe        | + 6 s           |
| 3e | Matteo Trentin    | Italie      | Mitchelton-Scott      | + 6 s           |
| 4e | Kasper Asgreen    | Danemark    | Deceuninck-Quick Step | + 6 s           |
| 5e | Greg Van Avermaet | Belgique    | CCC Team              | + 6 s           |
| 6e | Michael Matthews  | Australie   | Team Sunweb           | + 6 s           |
| 7e | Omar Fraile       | Espagne     | Astana                | + 6 s           |
| 8e | Sven Erik Bystrøm | Norvège     | UAE Team Emirates     | + 6 s           |
| 9e | Nathan Haas       | Australie   | Katusha-Alpecin       | + 6 s           |
| 10e | Ben Swift         | Royaume-Uni | Team Ineos            | + 6 s           |

| \| Classement général \| Classement général \| Classement général \| Classement général \| Classement général \| \| Coureur \| Coureur \| Pays \| Équipe \| Temps \| \| ------------------ \| -------------------- \| ------------------ \| --------------------- \| ------------------ \| \| 1er \| Kasper Asgreen \| Danemark \| Deceuninck-Quick Step \| 4 h 12 min 16 s \| \| 2e \| Peter Sagan \| Slovaquie \| Bora-Hansgrohe \| + 0 s \| \| 3e \| Rohan Dennis \| Australie \| Bahrain-Merida \| + 1 s \| \| 4e \| Michael Matthews \| Australie \| Team Sunweb \| + 1 s \| \| 5e \| Lawson Craddock \| États-Unis \| EF Education First \| + 6 s \| \| 6e \| Stefan Küng \| Suisse \| Groupama-FDJ \| + 10 s \| \| 7e \| Matteo Trentin \| Italie \| Mitchelton-Scott \| + 17 s \| \| 8e \| Geraint Thomas \| Royaume-Uni \| Team Ineos \| + 18 s \| \| 9e \| Jonathan Castroviejo \| Espagne \| Team Ineos \| + 19 s \| \| 10e \| Yves Lampaert \| Belgique \| Deceuninck-Quick Step \| + 19 s \| |                      |             |                       |                 |
| |                      |             |                       |                 |
| Source : ProCyclingStats |                      |             |                       |                 |
| Classement général |                      |             |                       |                 |
| Coureur | Coureur              | Pays        | Équipe                | Temps           |
| 1er | Kasper Asgreen       | Danemark    | Deceuninck-Quick Step | 4 h 12 min 16 s |
| 2e | Peter Sagan          | Slovaquie   | Bora-Hansgrohe        | + 0 s           |
| 3e | Rohan Dennis         | Australie   | Bahrain-Merida        | + 1 s           |
| 4e | Michael Matthews     | Australie   | Team Sunweb           | + 1 s           |
| 5e | Lawson Craddock      | États-Unis  | EF Education First    | + 6 s           |
| 6e | Stefan Küng          | Suisse      | Groupama-FDJ          | + 10 s          |
| 7e | Matteo Trentin       | Italie      | Mitchelton-Scott      | + 17 s          |
| 8e | Geraint Thomas       | Royaume-Uni | Team Ineos            | + 18 s          |
| 9e | Jonathan Castroviejo | Espagne     | Team Ineos            | + 19 s          |
| 10e | Yves Lampaert        | Belgique    | Deceuninck-Quick Step | + 19 s          |

### 3eétape
| \| Classement de l'étape \| Classement de l'étape \| Classement de l'étape \| Classement de l'étape \| Classement de l'étape \| \| Coureur \| Coureur \| Pays \| Équipe \| Temps \| \| --------------------- \| --------------------------- \| --------------------- \| --------------------- \| --------------------- \| \| 1er \| Peter Sagan \| Slovaquie \| Bora-Hansgrohe \| 3 h 39 min 25 s \| \| 2e \| Elia Viviani \| Italie \| Deceuninck-Quick Step \| + 0 s \| \| 3e \| John Degenkolb \| Allemagne \| Trek-Segafredo \| + 0 s \| \| 4e \| Iván García Cortina \| Espagne \| Bahrain-Merida \| + 0 s \| \| 5e \| Ben Swift \| Royaume-Uni \| Team Ineos \| + 0 s \| \| 6e \| Michael Matthews \| Australie \| Team Sunweb \| + 0 s \| \| 7e \| Reinardt Janse van Rensburg \| Afrique du Sud \| Dimension Data \| + 0 s \| \| 8e \| Fabian Lienhard \| Suisse \| Suisse \| + 0 s \| \| 9e \| Thomas Boudat \| France \| Total Direct Énergie \| + 0 s \| \| 10e \| Daniel Hoelgaard \| Norvège \| Groupama-FDJ \| + 0 s \| |                             |                |                       |                 |
| |                             |                |                       |                 |
| Source : ProCyclingStats |                             |                |                       |                 |
| Classement de l'étape |                             |                |                       |                 |
| Coureur | Coureur                     | Pays           | Équipe                | Temps           |
| 1er | Peter Sagan                 | Slovaquie      | Bora-Hansgrohe        | 3 h 39 min 25 s |
| 2e | Elia Viviani                | Italie         | Deceuninck-Quick Step | + 0 s           |
| 3e | John Degenkolb              | Allemagne      | Trek-Segafredo        | + 0 s           |
| 4e | Iván García Cortina         | Espagne        | Bahrain-Merida        | + 0 s           |
| 5e | Ben Swift                   | Royaume-Uni    | Team Ineos            | + 0 s           |
| 6e | Michael Matthews            | Australie      | Team Sunweb           | + 0 s           |
| 7e | Reinardt Janse van Rensburg | Afrique du Sud | Dimension Data        | + 0 s           |
| 8e | Fabian Lienhard             | Suisse         | Suisse                | + 0 s           |
| 9e | Thomas Boudat               | France         | Total Direct Énergie  | + 0 s           |
| 10e | Daniel Hoelgaard            | Norvège        | Groupama-FDJ          | + 0 s           |

| \| Classement général \| Classement général \| Classement général \| Classement général \| Classement général \| \| Coureur \| Coureur \| Pays \| Équipe \| Temps \| \| ------------------ \| -------------------- \| ------------------ \| --------------------- \| ------------------ \| \| 1er \| Peter Sagan \| Slovaquie \| Bora-Hansgrohe \| 7 h 51 min 31 s \| \| 2e \| Kasper Asgreen \| Danemark \| Deceuninck-Quick Step \| + 10 s \| \| 3e \| Rohan Dennis \| Australie \| Bahrain-Merida \| + 11 s \| \| 4e \| Michael Matthews \| Australie \| Team Sunweb \| + 11 s \| \| 5e \| Lawson Craddock \| États-Unis \| EF Education First \| + 16 s \| \| 6e \| Stefan Küng \| Suisse \| Groupama-FDJ \| + 20 s \| \| 7e \| Matteo Trentin \| Italie \| Mitchelton-Scott \| + 27 s \| \| 8e \| Geraint Thomas \| Royaume-Uni \| Team Ineos \| + 28 s \| \| 9e \| Jonathan Castroviejo \| Espagne \| Team Ineos \| + 29 s \| \| 10e \| Luis León Sánchez \| Espagne \| Astana \| + 29 s \| |                      |             |                       |                 |
| |                      |             |                       |                 |
| Source : ProCyclingStats |                      |             |                       |                 |
| Classement général |                      |             |                       |                 |
| Coureur | Coureur              | Pays        | Équipe                | Temps           |
| 1er | Peter Sagan          | Slovaquie   | Bora-Hansgrohe        | 7 h 51 min 31 s |
| 2e | Kasper Asgreen       | Danemark    | Deceuninck-Quick Step | + 10 s          |
| 3e | Rohan Dennis         | Australie   | Bahrain-Merida        | + 11 s          |
| 4e | Michael Matthews     | Australie   | Team Sunweb           | + 11 s          |
| 5e | Lawson Craddock      | États-Unis  | EF Education First    | + 16 s          |
| 6e | Stefan Küng          | Suisse      | Groupama-FDJ          | + 20 s          |
| 7e | Matteo Trentin       | Italie      | Mitchelton-Scott      | + 27 s          |
| 8e | Geraint Thomas       | Royaume-Uni | Team Ineos            | + 28 s          |
| 9e | Jonathan Castroviejo | Espagne     | Team Ineos            | + 29 s          |
| 10e | Luis León Sánchez    | Espagne     | Astana                | + 29 s          |

### 4eétape
| \| Classement de l'étape \| Classement de l'étape \| Classement de l'étape \| Classement de l'étape \| Classement de l'étape \| \| Coureur \| Coureur \| Pays \| Équipe \| Temps \| \| --------------------- \| --------------------------- \| --------------------- \| --------------------- \| --------------------- \| \| 1er \| Elia Viviani \| Italie \| Deceuninck-Quick Step \| 3 h 46 min 02 s \| \| 2e \| Michael Matthews \| Australie \| Team Sunweb \| + 0 s \| \| 3e \| Peter Sagan \| Slovaquie \| Bora-Hansgrohe \| + 0 s \| \| 4e \| Matteo Trentin \| Italie \| Mitchelton-Scott \| + 0 s \| \| 5e \| Jasper Stuyven \| Belgique \| Trek-Segafredo \| + 0 s \| \| 6e \| Sep Vanmarcke \| Belgique \| EF Education First \| + 0 s \| \| 7e \| Reinardt Janse van Rensburg \| Afrique du Sud \| Dimension Data \| + 0 s \| \| 8e \| Iván García Cortina \| Espagne \| Bahrain-Merida \| + 0 s \| \| 9e \| Stan Dewulf \| Belgique \| Lotto-Soudal \| + 0 s \| \| 10e \| Fabian Lienhard \| Suisse \| Suisse \| + 0 s \| |                             |                |                       |                 |
| |                             |                |                       |                 |
| Source : ProCyclingStats |                             |                |                       |                 |
| Classement de l'étape |                             |                |                       |                 |
| Coureur | Coureur                     | Pays           | Équipe                | Temps           |
| 1er | Elia Viviani                | Italie         | Deceuninck-Quick Step | 3 h 46 min 02 s |
| 2e | Michael Matthews            | Australie      | Team Sunweb           | + 0 s           |
| 3e | Peter Sagan                 | Slovaquie      | Bora-Hansgrohe        | + 0 s           |
| 4e | Matteo Trentin              | Italie         | Mitchelton-Scott      | + 0 s           |
| 5e | Jasper Stuyven              | Belgique       | Trek-Segafredo        | + 0 s           |
| 6e | Sep Vanmarcke               | Belgique       | EF Education First    | + 0 s           |
| 7e | Reinardt Janse van Rensburg | Afrique du Sud | Dimension Data        | + 0 s           |
| 8e | Iván García Cortina         | Espagne        | Bahrain-Merida        | + 0 s           |
| 9e | Stan Dewulf                 | Belgique       | Lotto-Soudal          | + 0 s           |
| 10e | Fabian Lienhard             | Suisse         | Suisse                | + 0 s           |

| \| Classement général \| Classement général \| Classement général \| Classement général \| Classement général \| \| Coureur \| Coureur \| Pays \| Équipe \| Temps \| \| ------------------ \| -------------------- \| ------------------ \| --------------------- \| ------------------ \| \| 1er \| Peter Sagan \| Slovaquie \| Bora-Hansgrohe \| 11 h 37 min 28 s \| \| 2e \| Michael Matthews \| Australie \| Team Sunweb \| + 10 s \| \| 3e \| Kasper Asgreen \| Danemark \| Deceuninck-Quick Step \| + 15 s \| \| 4e \| Rohan Dennis \| Australie \| Bahrain-Merida \| + 16 s \| \| 5e \| Lawson Craddock \| États-Unis \| EF Education First \| + 21 s \| \| 6e \| Stefan Küng \| Suisse \| Groupama-FDJ \| + 25 s \| \| 7e \| Matteo Trentin \| Italie \| Mitchelton-Scott \| + 32 s \| \| 8e \| Patrick Konrad \| Autriche \| Bora-Hansgrohe \| + 34 s \| \| 9e \| Jonathan Castroviejo \| Espagne \| Team Ineos \| + 34 s \| \| 10e \| Luis León Sánchez \| Espagne \| Astana \| + 34 s \| |                      |            |                       |                  |
| |                      |            |                       |                  |
| Source : ProCyclingStats |                      |            |                       |                  |
| Classement général |                      |            |                       |                  |
| Coureur | Coureur              | Pays       | Équipe                | Temps            |
| 1er | Peter Sagan          | Slovaquie  | Bora-Hansgrohe        | 11 h 37 min 28 s |
| 2e | Michael Matthews     | Australie  | Team Sunweb           | + 10 s           |
| 3e | Kasper Asgreen       | Danemark   | Deceuninck-Quick Step | + 15 s           |
| 4e | Rohan Dennis         | Australie  | Bahrain-Merida        | + 16 s           |
| 5e | Lawson Craddock      | États-Unis | EF Education First    | + 21 s           |
| 6e | Stefan Küng          | Suisse     | Groupama-FDJ          | + 25 s           |
| 7e | Matteo Trentin       | Italie     | Mitchelton-Scott      | + 32 s           |
| 8e | Patrick Konrad       | Autriche   | Bora-Hansgrohe        | + 34 s           |
| 9e | Jonathan Castroviejo | Espagne    | Team Ineos            | + 34 s           |
| 10e | Luis León Sánchez    | Espagne    | Astana                | + 34 s           |

### 5eétape
| \| Classement de l'étape \| Classement de l'étape \| Classement de l'étape \| Classement de l'étape \| Classement de l'étape \| \| Coureur \| Coureur \| Pays \| Équipe \| Temps \| \| --------------------- \| --------------------------- \| --------------------- \| --------------------- \| --------------------- \| \| 1er \| Elia Viviani \| Italie \| Deceuninck-Quick Step \| 4 h 18 min 26 s \| \| 2e \| Peter Sagan \| Slovaquie \| Bora-Hansgrohe \| + 0 s \| \| 3e \| Jasper Stuyven \| Belgique \| Trek-Segafredo \| + 0 s \| \| 4e \| Matteo Trentin \| Italie \| Mitchelton-Scott \| + 0 s \| \| 5e \| Michael Matthews \| Australie \| Team Sunweb \| + 0 s \| \| 6e \| Alexander Kristoff \| Norvège \| UAE Team Emirates \| + 0 s \| \| 7e \| Fabian Lienhard \| Suisse \| Suisse \| + 0 s \| \| 8e \| Stan Dewulf \| Belgique \| Lotto-Soudal \| + 0 s \| \| 9e \| Reinardt Janse van Rensburg \| Afrique du Sud \| Dimension Data \| + 0 s \| \| 10e \| Patrick Bevin \| Nouvelle-Zélande \| CCC Team \| + 0 s \| |                             |                  |                       |                 |
| |                             |                  |                       |                 |
| Source : ProCyclingStats |                             |                  |                       |                 |
| Classement de l'étape |                             |                  |                       |                 |
| Coureur | Coureur                     | Pays             | Équipe                | Temps           |
| 1er | Elia Viviani                | Italie           | Deceuninck-Quick Step | 4 h 18 min 26 s |
| 2e | Peter Sagan                 | Slovaquie        | Bora-Hansgrohe        | + 0 s           |
| 3e | Jasper Stuyven              | Belgique         | Trek-Segafredo        | + 0 s           |
| 4e | Matteo Trentin              | Italie           | Mitchelton-Scott      | + 0 s           |
| 5e | Michael Matthews            | Australie        | Team Sunweb           | + 0 s           |
| 6e | Alexander Kristoff          | Norvège          | UAE Team Emirates     | + 0 s           |
| 7e | Fabian Lienhard             | Suisse           | Suisse                | + 0 s           |
| 8e | Stan Dewulf                 | Belgique         | Lotto-Soudal          | + 0 s           |
| 9e | Reinardt Janse van Rensburg | Afrique du Sud   | Dimension Data        | + 0 s           |
| 10e | Patrick Bevin               | Nouvelle-Zélande | CCC Team              | + 0 s           |

| \| Classement général \| Classement général \| Classement général \| Classement général \| Classement général \| \| Coureur \| Coureur \| Pays \| Équipe \| Temps \| \| ------------------ \| ------------------ \| ------------------ \| --------------------- \| ------------------ \| \| 1er \| Peter Sagan \| Slovaquie \| Bora-Hansgrohe \| 15 h 55 min 48 s \| \| 2e \| Michael Matthews \| Australie \| Team Sunweb \| + 14 s \| \| 3e \| Kasper Asgreen \| Danemark \| Deceuninck-Quick Step \| + 21 s \| \| 4e \| Rohan Dennis \| Australie \| Bahrain-Merida \| + 22 s \| \| 5e \| Lawson Craddock \| États-Unis \| EF Education First \| + 27 s \| \| 6e \| Matteo Trentin \| Italie \| Mitchelton-Scott \| + 38 s \| \| 7e \| Patrick Konrad \| Autriche \| Bora-Hansgrohe \| + 39 s \| \| 8e \| Luis León Sánchez \| Espagne \| Astana \| + 40 s \| \| 9e \| Winner Anacona \| Colombie \| Movistar Team \| + 40 s \| \| 10e \| Fabio Felline \| Italie \| Trek-Segafredo \| + 41 s \| |                   |            |                       |                  |
| |                   |            |                       |                  |
| Source : ProCyclingStats |                   |            |                       |                  |
| Classement général |                   |            |                       |                  |
| Coureur | Coureur           | Pays       | Équipe                | Temps            |
| 1er | Peter Sagan       | Slovaquie  | Bora-Hansgrohe        | 15 h 55 min 48 s |
| 2e | Michael Matthews  | Australie  | Team Sunweb           | + 14 s           |
| 3e | Kasper Asgreen    | Danemark   | Deceuninck-Quick Step | + 21 s           |
| 4e | Rohan Dennis      | Australie  | Bahrain-Merida        | + 22 s           |
| 5e | Lawson Craddock   | États-Unis | EF Education First    | + 27 s           |
| 6e | Matteo Trentin    | Italie     | Mitchelton-Scott      | + 38 s           |
| 7e | Patrick Konrad    | Autriche   | Bora-Hansgrohe        | + 39 s           |
| 8e | Luis León Sánchez | Espagne    | Astana                | + 40 s           |
| 9e | Winner Anacona    | Colombie   | Movistar Team         | + 40 s           |
| 10e | Fabio Felline     | Italie     | Trek-Segafredo        | + 41 s           |

### 6eétape
| \| Classement de l'étape \| Classement de l'étape \| Classement de l'étape \| Classement de l'étape \| Classement de l'étape \| \| Coureur \| Coureur \| Pays \| Équipe \| Temps \| \| --------------------- \| --------------------- \| --------------------- \| --------------------- \| --------------------- \| \| 1er \| Antwan Tolhoek \| Pays-Bas \| Team Jumbo-Visma \| 2 h 43 min 35 s \| \| 2e \| Egan Bernal \| Colombie \| Team Ineos \| + 17 s \| \| 3e \| François Bidard \| France \| AG2R La Mondiale \| + 24 s \| \| 4e \| Jan Hirt \| Tchéquie \| Astana \| + 29 s \| \| 5e \| Domenico Pozzovivo \| Italie \| Bahrain-Merida \| + 31 s \| \| 6e \| Patrick Bevin \| Nouvelle-Zélande \| CCC Team \| + 38 s \| \| 7e \| Rui Costa \| Portugal \| UAE Team Emirates \| + 44 s \| \| 8e \| Tiesj Benoot \| Belgique \| Lotto-Soudal \| + 44 s \| \| 9e \| Patrick Schelling \| Suisse \| Suisse \| + 46 s \| \| 10e \| Patrick Konrad \| Autriche \| Bora-Hansgrohe \| + 46 s \| |                    |                  |                   |                 |
| |                    |                  |                   |                 |
| Source : ProCyclingStats |                    |                  |                   |                 |
| Classement de l'étape |                    |                  |                   |                 |
| Coureur | Coureur            | Pays             | Équipe            | Temps           |
| 1er | Antwan Tolhoek     | Pays-Bas         | Team Jumbo-Visma  | 2 h 43 min 35 s |
| 2e | Egan Bernal        | Colombie         | Team Ineos        | + 17 s          |
| 3e | François Bidard    | France           | AG2R La Mondiale  | + 24 s          |
| 4e | Jan Hirt           | Tchéquie         | Astana            | + 29 s          |
| 5e | Domenico Pozzovivo | Italie           | Bahrain-Merida    | + 31 s          |
| 6e | Patrick Bevin      | Nouvelle-Zélande | CCC Team          | + 38 s          |
| 7e | Rui Costa          | Portugal         | UAE Team Emirates | + 44 s          |
| 8e | Tiesj Benoot       | Belgique         | Lotto-Soudal      | + 44 s          |
| 9e | Patrick Schelling  | Suisse           | Suisse            | + 46 s          |
| 10e | Patrick Konrad     | Autriche         | Bora-Hansgrohe    | + 46 s          |

| \| Classement général \| Classement général \| Classement général \| Classement général \| Classement général \| \| Coureur \| Coureur \| Pays \| Équipe \| Temps \| \| ------------------ \| ------------------ \| ------------------ \| ------------------ \| ------------------ \| \| 1er \| Egan Bernal \| Colombie \| Team Ineos \| 18 h 40 min 18 s \| \| 2e \| Rohan Dennis \| Australie \| Bahrain-Merida \| + 12 s \| \| 3e \| Patrick Konrad \| Autriche \| Bora-Hansgrohe \| + 29 s \| \| 4e \| Jan Hirt \| Tchéquie \| Astana \| + 35 s \| \| 5e \| Tiesj Benoot \| Belgique \| Lotto-Soudal \| + 35 s \| \| 6e \| Marc Soler \| Espagne \| Movistar Team \| + 41 s \| \| 7e \| Domenico Pozzovivo \| Italie \| Bahrain-Merida \| + 50 s \| \| 8e \| François Bidard \| France \| AG2R La Mondiale \| + 58 s \| \| 9e \| Fabio Aru \| Italie \| UAE Team Emirates \| + 1 min 07 s \| \| 10e \| Nicolas Roche \| Irlande \| Team Sunweb \| + 1 min 07 s \| |                    |           |                   |                  |
| |                    |           |                   |                  |
| Source : ProCyclingStats |                    |           |                   |                  |
| Classement général |                    |           |                   |                  |
| Coureur | Coureur            | Pays      | Équipe            | Temps            |
| 1er | Egan Bernal        | Colombie  | Team Ineos        | 18 h 40 min 18 s |
| 2e | Rohan Dennis       | Australie | Bahrain-Merida    | + 12 s           |
| 3e | Patrick Konrad     | Autriche  | Bora-Hansgrohe    | + 29 s           |
| 4e | Jan Hirt           | Tchéquie  | Astana            | + 35 s           |
| 5e | Tiesj Benoot       | Belgique  | Lotto-Soudal      | + 35 s           |
| 6e | Marc Soler         | Espagne   | Movistar Team     | + 41 s           |
| 7e | Domenico Pozzovivo | Italie    | Bahrain-Merida    | + 50 s           |
| 8e | François Bidard    | France    | AG2R La Mondiale  | + 58 s           |
| 9e | Fabio Aru          | Italie    | UAE Team Emirates | + 1 min 07 s     |
| 10e | Nicolas Roche      | Irlande   | Team Sunweb       | + 1 min 07 s     |

### 7eétape
| \| Classement de l'étape \| Classement de l'étape \| Classement de l'étape \| Classement de l'étape \| Classement de l'étape \| \| Coureur \| Coureur \| Pays \| Équipe \| Temps \| \| --------------------- \| --------------------- \| --------------------- \| --------------------- \| --------------------- \| \| 1er \| Egan Bernal \| Colombie \| Team Ineos \| 5 h 37 min 40 s \| \| 2e \| Domenico Pozzovivo \| Italie \| Bahrain-Merida \| + 23 s \| \| 3e \| Rohan Dennis \| Australie \| Bahrain-Merida \| + 23 s \| \| 4e \| Patrick Konrad \| Autriche \| Bora-Hansgrohe \| + 34 s \| \| 5e \| Jan Hirt \| Tchéquie \| Astana \| + 34 s \| \| 6e \| Tiesj Benoot \| Belgique \| Lotto-Soudal \| + 34 s \| \| 7e \| Enric Mas \| Espagne \| Deceuninck-Quick Step \| + 40 s \| \| 8e \| Simon Špilak \| Slovénie \| Katusha-Alpecin \| + 50 s \| \| 9e \| Lennard Kämna \| Allemagne \| Team Sunweb \| + 1 min 03 s \| \| 10e \| Fabio Aru \| Italie \| UAE Team Emirates \| + 1 min 03 s \| |                    |           |                       |                 |
| |                    |           |                       |                 |
| Source : ProCyclingStats |                    |           |                       |                 |
| Classement de l'étape |                    |           |                       |                 |
| Coureur | Coureur            | Pays      | Équipe                | Temps           |
| 1er | Egan Bernal        | Colombie  | Team Ineos            | 5 h 37 min 40 s |
| 2e | Domenico Pozzovivo | Italie    | Bahrain-Merida        | + 23 s          |
| 3e | Rohan Dennis       | Australie | Bahrain-Merida        | + 23 s          |
| 4e | Patrick Konrad     | Autriche  | Bora-Hansgrohe        | + 34 s          |
| 5e | Jan Hirt           | Tchéquie  | Astana                | + 34 s          |
| 6e | Tiesj Benoot       | Belgique  | Lotto-Soudal          | + 34 s          |
| 7e | Enric Mas          | Espagne   | Deceuninck-Quick Step | + 40 s          |
| 8e | Simon Špilak       | Slovénie  | Katusha-Alpecin       | + 50 s          |
| 9e | Lennard Kämna      | Allemagne | Team Sunweb           | + 1 min 03 s    |
| 10e | Fabio Aru          | Italie    | UAE Team Emirates     | + 1 min 03 s    |

| \| Classement général \| Classement général \| Classement général \| Classement général \| Classement général \| \| Coureur \| Coureur \| Pays \| Équipe \| Temps \| \| ------------------ \| ------------------ \| ------------------ \| --------------------- \| ------------------ \| \| 1er \| Egan Bernal \| Colombie \| Team Ineos \| 24 h 17 min 48 s \| \| 2e \| Rohan Dennis \| Australie \| Bahrain-Merida \| + 41 s \| \| 3e \| Patrick Konrad \| Autriche \| Bora-Hansgrohe \| + 1 min 13 s \| \| 4e \| Domenico Pozzovivo \| Italie \| Bahrain-Merida \| + 1 min 17 s \| \| 5e \| Jan Hirt \| Tchéquie \| Astana \| + 1 min 19 s \| \| 6e \| Tiesj Benoot \| Belgique \| Lotto-Soudal \| + 1 min 19 s \| \| 7e \| Enric Mas \| Espagne \| Deceuninck-Quick Step \| + 2 min 07 s \| \| 8e \| Fabio Aru \| Italie \| UAE Team Emirates \| + 2 min 20 s \| \| 9e \| Nicolas Roche \| Irlande \| Team Sunweb \| + 2 min 23 s \| \| 10e \| Simon Špilak \| Slovénie \| Katusha-Alpecin \| + 2 min 26 s \| |                    |           |                       |                  |
| |                    |           |                       |                  |
| Source : ProCyclingStats |                    |           |                       |                  |
| Classement général |                    |           |                       |                  |
| Coureur | Coureur            | Pays      | Équipe                | Temps            |
| 1er | Egan Bernal        | Colombie  | Team Ineos            | 24 h 17 min 48 s |
| 2e | Rohan Dennis       | Australie | Bahrain-Merida        | + 41 s           |
| 3e | Patrick Konrad     | Autriche  | Bora-Hansgrohe        | + 1 min 13 s     |
| 4e | Domenico Pozzovivo | Italie    | Bahrain-Merida        | + 1 min 17 s     |
| 5e | Jan Hirt           | Tchéquie  | Astana                | + 1 min 19 s     |
| 6e | Tiesj Benoot       | Belgique  | Lotto-Soudal          | + 1 min 19 s     |
| 7e | Enric Mas          | Espagne   | Deceuninck-Quick Step | + 2 min 07 s     |
| 8e | Fabio Aru          | Italie    | UAE Team Emirates     | + 2 min 20 s     |
| 9e | Nicolas Roche      | Irlande   | Team Sunweb           | + 2 min 23 s     |
| 10e | Simon Špilak       | Slovénie  | Katusha-Alpecin       | + 2 min 26 s     |

### 8eétape
| \| Classement de l'étape \| Classement de l'étape \| Classement de l'étape \| Classement de l'étape \| Classement de l'étape \| \| Coureur \| Coureur \| Pays \| Équipe \| Temps \| \| --------------------- \| --------------------- \| --------------------- \| --------------------- \| --------------------- \| \| 1er \| Yves Lampaert \| Belgique \| Deceuninck-Quick Step \| 21 min 58 s \| \| 2e \| Kasper Asgreen \| Danemark \| Deceuninck-Quick Step \| + 5 s \| \| 3e \| Søren Kragh Andersen \| Danemark \| Team Sunweb \| + 10 s \| \| 4e \| Thomas Scully \| Nouvelle-Zélande \| EF Education First \| + 13 s \| \| 5e \| Patrick Bevin \| Nouvelle-Zélande \| CCC Team \| + 13 s \| \| 6e \| Rohan Dennis \| Australie \| Bahrain-Merida \| + 19 s \| \| 7e \| Stefan Küng \| Suisse \| Groupama-FDJ \| + 20 s \| \| 8e \| Benjamin Thomas \| France \| Groupama-FDJ \| + 32 s \| \| 9e \| Nikias Arndt \| Allemagne \| Team Sunweb \| + 34 s \| \| 10e \| Matteo Trentin \| Italie \| Mitchelton-Scott \| + 36 s \| |                      |                  |                       |             |
| |                      |                  |                       |             |
| Source : ProCyclingStats |                      |                  |                       |             |
| Classement de l'étape |                      |                  |                       |             |
| Coureur | Coureur              | Pays             | Équipe                | Temps       |
| 1er | Yves Lampaert        | Belgique         | Deceuninck-Quick Step | 21 min 58 s |
| 2e | Kasper Asgreen       | Danemark         | Deceuninck-Quick Step | + 5 s       |
| 3e | Søren Kragh Andersen | Danemark         | Team Sunweb           | + 10 s      |
| 4e | Thomas Scully        | Nouvelle-Zélande | EF Education First    | + 13 s      |
| 5e | Patrick Bevin        | Nouvelle-Zélande | CCC Team              | + 13 s      |
| 6e | Rohan Dennis         | Australie        | Bahrain-Merida        | + 19 s      |
| 7e | Stefan Küng          | Suisse           | Groupama-FDJ          | + 20 s      |
| 8e | Benjamin Thomas      | France           | Groupama-FDJ          | + 32 s      |
| 9e | Nikias Arndt         | Allemagne        | Team Sunweb           | + 34 s      |
| 10e | Matteo Trentin       | Italie           | Mitchelton-Scott      | + 36 s      |

| \| Classement général \| Classement général \| Classement général \| Classement général \| Classement général \| \| Coureur \| Coureur \| Pays \| Équipe \| Temps \| \| ------------------ \| ------------------ \| ------------------ \| --------------------- \| ------------------ \| \| 1er \| Egan Bernal \| Colombie \| Team Ineos \| 24 h 40 min 24 s \| \| 2e \| Rohan Dennis \| Australie \| Bahrain-Merida \| + 22 s \| \| 3e \| Patrick Konrad \| Autriche \| Bora-Hansgrohe \| + 1 min 46 s \| \| 4e \| Tiesj Benoot \| Belgique \| Lotto-Soudal \| + 1 min 54 s \| \| 5e \| Jan Hirt \| Tchéquie \| Astana \| + 1 min 55 s \| \| 6e \| Enric Mas \| Espagne \| Deceuninck-Quick Step \| + 2 min 43 s \| \| 7e \| Simon Špilak \| Slovénie \| Katusha-Alpecin \| + 2 min 53 s \| \| 8e \| Domenico Pozzovivo \| Italie \| Bahrain-Merida \| + 2 min 56 s \| \| 9e \| Carlos Betancur \| Colombie \| Movistar Team \| + 3 min 17 s \| \| 10e \| Nicolas Roche \| Irlande \| Team Sunweb \| + 3 min 17 s \| |                    |           |                       |                  |
| |                    |           |                       |                  |
| Source : ProCyclingStats |                    |           |                       |                  |
| Classement général |                    |           |                       |                  |
| Coureur | Coureur            | Pays      | Équipe                | Temps            |
| 1er | Egan Bernal        | Colombie  | Team Ineos            | 24 h 40 min 24 s |
| 2e | Rohan Dennis       | Australie | Bahrain-Merida        | + 22 s           |
| 3e | Patrick Konrad     | Autriche  | Bora-Hansgrohe        | + 1 min 46 s     |
| 4e | Tiesj Benoot       | Belgique  | Lotto-Soudal          | + 1 min 54 s     |
| 5e | Jan Hirt           | Tchéquie  | Astana                | + 1 min 55 s     |
| 6e | Enric Mas          | Espagne   | Deceuninck-Quick Step | + 2 min 43 s     |
| 7e | Simon Špilak       | Slovénie  | Katusha-Alpecin       | + 2 min 53 s     |
| 8e | Domenico Pozzovivo | Italie    | Bahrain-Merida        | + 2 min 56 s     |
| 9e | Carlos Betancur    | Colombie  | Movistar Team         | + 3 min 17 s     |
| 10e | Nicolas Roche      | Irlande   | Team Sunweb           | + 3 min 17 s     |

### 9eétape
| \| Classement de l'étape \| Classement de l'étape \| Classement de l'étape \| Classement de l'étape \| Classement de l'étape \| \| Coureur \| Coureur \| Pays \| Équipe \| Temps \| \| --------------------- \| --------------------- \| --------------------- \| --------------------- \| --------------------- \| \| 1er \| Hugh Carthy \| Royaume-Uni \| EF Education First \| 3 h 01 min 49 s \| \| 2e \| Rohan Dennis \| Australie \| Bahrain-Merida \| + 1 min 02 s \| \| 3e \| Egan Bernal \| Colombie \| Team Ineos \| + 1 min 02 s \| \| 4e \| Mathias Frank \| Suisse \| AG2R La Mondiale \| + 1 min 52 s \| \| 5e \| Simon Špilak \| Slovénie \| Katusha-Alpecin \| + 1 min 52 s \| \| 6e \| Carlos Betancur \| Colombie \| Movistar Team \| + 2 min 15 s \| \| 7e \| Tiesj Benoot \| Belgique \| Lotto-Soudal \| + 2 min 15 s \| \| 8e \| Domenico Pozzovivo \| Italie \| Bahrain-Merida \| + 2 min 15 s \| \| 9e \| Patrick Konrad \| Autriche \| Bora-Hansgrohe \| + 2 min 15 s \| \| 10e \| Jan Hirt \| Tchéquie \| Astana \| + 2 min 15 s \| |                    |             |                    |                 |
| |                    |             |                    |                 |
| Source : ProCyclingStats |                    |             |                    |                 |
| Classement de l'étape |                    |             |                    |                 |
| Coureur | Coureur            | Pays        | Équipe             | Temps           |
| 1er | Hugh Carthy        | Royaume-Uni | EF Education First | 3 h 01 min 49 s |
| 2e | Rohan Dennis       | Australie   | Bahrain-Merida     | + 1 min 02 s    |
| 3e | Egan Bernal        | Colombie    | Team Ineos         | + 1 min 02 s    |
| 4e | Mathias Frank      | Suisse      | AG2R La Mondiale   | + 1 min 52 s    |
| 5e | Simon Špilak       | Slovénie    | Katusha-Alpecin    | + 1 min 52 s    |
| 6e | Carlos Betancur    | Colombie    | Movistar Team      | + 2 min 15 s    |
| 7e | Tiesj Benoot       | Belgique    | Lotto-Soudal       | + 2 min 15 s    |
| 8e | Domenico Pozzovivo | Italie      | Bahrain-Merida     | + 2 min 15 s    |
| 9e | Patrick Konrad     | Autriche    | Bora-Hansgrohe     | + 2 min 15 s    |
| 10e | Jan Hirt           | Tchéquie    | Astana             | + 2 min 15 s    |

## Classements finals

### Classement général final
| \| Classement général \| Classement général \| Classement général \| Classement général \| Classement général \| \| Coureur \| Coureur \| Pays \| Équipe \| Temps \| \| ------------------ \| ------------------ \| ------------------ \| --------------------- \| ------------------ \| \| 1er \| Egan Bernal \| Colombie \| Team Ineos \| 27 h 43 min 10 s \| \| 2e \| Rohan Dennis \| Australie \| Bahrain-Merida \| + 19 s \| \| 3e \| Patrick Konrad \| Autriche \| Bora-Hansgrohe \| + 3 min 04 s \| \| 4e \| Tiesj Benoot \| Belgique \| Lotto-Soudal \| + 3 min 12 s \| \| 5e \| Jan Hirt \| Tchéquie \| Astana \| + 3 min 13 s \| \| 6e \| Simon Špilak \| Slovénie \| Katusha-Alpecin \| + 3 min 48 s \| \| 7e \| Domenico Pozzovivo \| Italie \| Bahrain-Merida \| + 4 min 14 s \| \| 8e \| Carlos Betancur \| Colombie \| Movistar Team \| + 4 min 35 s \| \| 9e \| Enric Mas \| Espagne \| Deceuninck-Quick Step \| + 4 min 53 s \| \| 10e \| Nicolas Roche \| Irlande \| Team Sunweb \| + 5 min 27 s \| |                    |           |                       |                  |
| |                    |           |                       |                  |
| Source : ProCyclingStats |                    |           |                       |                  |
| Classement général |                    |           |                       |                  |
| Coureur | Coureur            | Pays      | Équipe                | Temps            |
| 1er | Egan Bernal        | Colombie  | Team Ineos            | 27 h 43 min 10 s |
| 2e | Rohan Dennis       | Australie | Bahrain-Merida        | + 19 s           |
| 3e | Patrick Konrad     | Autriche  | Bora-Hansgrohe        | + 3 min 04 s     |
| 4e | Tiesj Benoot       | Belgique  | Lotto-Soudal          | + 3 min 12 s     |
| 5e | Jan Hirt           | Tchéquie  | Astana                | + 3 min 13 s     |
| 6e | Simon Špilak       | Slovénie  | Katusha-Alpecin       | + 3 min 48 s     |
| 7e | Domenico Pozzovivo | Italie    | Bahrain-Merida        | + 4 min 14 s     |
| 8e | Carlos Betancur    | Colombie  | Movistar Team         | + 4 min 35 s     |
| 9e | Enric Mas          | Espagne   | Deceuninck-Quick Step | + 4 min 53 s     |
| 10e | Nicolas Roche      | Irlande   | Team Sunweb           | + 5 min 27 s     |

### Classements annexes
| Classement par points | Classement par points | Classement par points | Classement par points | Classement par points |
| Coureur               | Coureur               | Pays                  | Équipe                | Points                |
| --------------------- | --------------------- | --------------------- | --------------------- | --------------------- |
| 1er                   | Peter Sagan           | Slovaquie             | Bora-Hansgrohe        | 37 pts                |
| 2e                    | Elia Viviani          | Italie                | Deceuninck-Quick Step | 32 pts                |
| 3e                    | Rohan Dennis          | Australie             | Bahrain-Merida        | 28 pts                |
| 4e                    | Egan Bernal           | Colombie              | Team Ineos            | 27 pts                |
| 5e                    | Matteo Trentin        | Italie                | Mitchelton-Scott      | 22 pts                |
| 6e                    | Hugh Carthy           | Royaume-Uni           | EF Education First    | 20 pts                |
| 7e                    | Kasper Asgreen        | Danemark              | Deceuninck-Quick Step | 18 pts                |
| 8e                    | Luis León Sánchez     | Espagne               | Astana                | 12 pts                |
| 9e                    | Antwan Tolhoek        | Pays-Bas              | Team Jumbo-Visma      | 12 pts                |
| 10e                   | Domenico Pozzovivo    | Italie                | Bahrain-Merida        | 10 pts                |

| Classement par points | Classement par points | Classement par points | Classement par points | Classement par points |
| Coureur               | Coureur               | Pays                  | Équipe                | Points                |
| --------------------- | --------------------- | --------------------- | --------------------- | --------------------- |
| 1er                   | Peter Sagan           | Slovaquie             | Bora-Hansgrohe        | 37 pts                |
| 2e                    | Elia Viviani          | Italie                | Deceuninck-Quick Step | 32 pts                |
| 3e                    | Rohan Dennis          | Australie             | Bahrain-Merida        | 28 pts                |
| 4e                    | Egan Bernal           | Colombie              | Team Ineos            | 27 pts                |
| 5e                    | Matteo Trentin        | Italie                | Mitchelton-Scott      | 22 pts                |
| 6e                    | Hugh Carthy           | Royaume-Uni           | EF Education First    | 20 pts                |
| 7e                    | Kasper Asgreen        | Danemark              | Deceuninck-Quick Step | 18 pts                |
| 8e                    | Luis León Sánchez     | Espagne               | Astana                | 12 pts                |
| 9e                    | Antwan Tolhoek        | Pays-Bas              | Team Jumbo-Visma      | 12 pts                |
| 10e                   | Domenico Pozzovivo    | Italie                | Bahrain-Merida        | 10 pts                |

| Classement de la montagne | Classement de la montagne | Classement de la montagne | Classement de la montagne | Classement de la montagne |
| Coureur                   | Coureur                   | Pays                      | Équipe                    | Points                    |
| ------------------------- | ------------------------- | ------------------------- | ------------------------- | ------------------------- |
| 1er                       | Hugh Carthy               | Royaume-Uni               | EF Education First        | 60 pts                    |
| 2e                        | Egan Bernal               | Colombie                  | Team Ineos                | 40 pts                    |
| 3e                        | Rohan Dennis              | Australie                 | Bahrain-Merida            | 33 pts                    |
| 4e                        | Lennard Kämna             | Allemagne                 | Team Sunweb               | 28 pts                    |
| 5e                        | Claudio Imhof             | Suisse                    | Suisse                    | 25 pts                    |
| 6e                        | Domenico Pozzovivo        | Italie                    | Bahrain-Merida            | 21 pts                    |
| 7e                        | Gavin Mannion             | États-Unis                | Rally UHC Cycling         | 19 pts                    |
| 8e                        | Koen Bouwman              | Pays-Bas                  | Team Jumbo-Visma          | 18 pts                    |
| 9e                        | Mathias Frank             | Suisse                    | AG2R La Mondiale          | 17 pts                    |
| 10e                       | Simon Špilak              | Slovénie                  | Katusha-Alpecin           | 15 pts                    |

| Classement de la montagne | Classement de la montagne | Classement de la montagne | Classement de la montagne | Classement de la montagne |
| Coureur                   | Coureur                   | Pays                      | Équipe                    | Points                    |
| ------------------------- | ------------------------- | ------------------------- | ------------------------- | ------------------------- |
| 1er                       | Hugh Carthy               | Royaume-Uni               | EF Education First        | 60 pts                    |
| 2e                        | Egan Bernal               | Colombie                  | Team Ineos                | 40 pts                    |
| 3e                        | Rohan Dennis              | Australie                 | Bahrain-Merida            | 33 pts                    |
| 4e                        | Lennard Kämna             | Allemagne                 | Team Sunweb               | 28 pts                    |
| 5e                        | Claudio Imhof             | Suisse                    | Suisse                    | 25 pts                    |
| 6e                        | Domenico Pozzovivo        | Italie                    | Bahrain-Merida            | 21 pts                    |
| 7e                        | Gavin Mannion             | États-Unis                | Rally UHC Cycling         | 19 pts                    |
| 8e                        | Koen Bouwman              | Pays-Bas                  | Team Jumbo-Visma          | 18 pts                    |
| 9e                        | Mathias Frank             | Suisse                    | AG2R La Mondiale          | 17 pts                    |
| 10e                       | Simon Špilak              | Slovénie                  | Katusha-Alpecin           | 15 pts                    |

| Classement du meilleur jeune | Classement du meilleur jeune | Classement du meilleur jeune | Classement du meilleur jeune | Classement du meilleur jeune |
| Coureur                      | Coureur                      | Pays                         | Équipe                       | Temps                        |
| ---------------------------- | ---------------------------- | ---------------------------- | ---------------------------- | ---------------------------- |
| 1er                          | Egan Bernal                  | Colombie                     | Team Ineos                   | 27 h 43 min 10 s             |
| 2e                           | Tiesj Benoot                 | Belgique                     | Lotto-Soudal                 | + 3 min 12 s                 |
| 3e                           | Enric Mas                    | Espagne                      | Deceuninck-Quick Step        | + 4 min 53 s                 |
| 4e                           | Aurélien Paret-Peintre       | France                       | AG2R La Mondiale             | + 9 min 39 s                 |
| 5e                           | Lennard Kämna                | Allemagne                    | Team Sunweb                  | + 9 min 42 s                 |
| 6e                           | Kilian Frankiny              | Suisse                       | Groupama-FDJ                 | + 11 min 03 s                |
| 7e                           | Merhawi Kudus                | Érythrée                     | Astana                       | + 18 min 11 s                |
| 8e                           | Matteo Fabbro                | Italie                       | Katusha-Alpecin              | + 19 min 53 s                |
| 9e                           | Hugh Carthy                  | Royaume-Uni                  | EF Education First           | + 20 min 23 s                |
| 10e                          | Gino Mäder                   | Suisse                       | Dimension Data               | + 21 min 35 s                |

| Classement du meilleur jeune | Classement du meilleur jeune | Classement du meilleur jeune | Classement du meilleur jeune | Classement du meilleur jeune |
| Coureur                      | Coureur                      | Pays                         | Équipe                       | Temps                        |
| ---------------------------- | ---------------------------- | ---------------------------- | ---------------------------- | ---------------------------- |
| 1er                          | Egan Bernal                  | Colombie                     | Team Ineos                   | 27 h 43 min 10 s             |
| 2e                           | Tiesj Benoot                 | Belgique                     | Lotto-Soudal                 | + 3 min 12 s                 |
| 3e                           | Enric Mas                    | Espagne                      | Deceuninck-Quick Step        | + 4 min 53 s                 |
| 4e                           | Aurélien Paret-Peintre       | France                       | AG2R La Mondiale             | + 9 min 39 s                 |
| 5e                           | Lennard Kämna                | Allemagne                    | Team Sunweb                  | + 9 min 42 s                 |
| 6e                           | Kilian Frankiny              | Suisse                       | Groupama-FDJ                 | + 11 min 03 s                |
| 7e                           | Merhawi Kudus                | Érythrée                     | Astana                       | + 18 min 11 s                |
| 8e                           | Matteo Fabbro                | Italie                       | Katusha-Alpecin              | + 19 min 53 s                |
| 9e                           | Hugh Carthy                  | Royaume-Uni                  | EF Education First           | + 20 min 23 s                |
| 10e                          | Gino Mäder                   | Suisse                       | Dimension Data               | + 21 min 35 s                |

| Classement par équipes | Classement par équipes | Classement par équipes | Classement par équipes |
| Équipe                 | Équipe                 | Pays                   | Temps                  |
| ---------------------- | ---------------------- | ---------------------- | ---------------------- |
| 1re                    | Movistar Team          | Espagne                | 83 h 32 min 29 s       |
| 2e                     | Ineos                  | Royaume-Uni            | + 1 min 47 s           |
| 3e                     | Team Sunweb            | Allemagne              | + 6 min 02 s           |
| 4e                     | AG2R La Mondiale       | France                 | + 11 min 17 s          |
| 5e                     | Astana                 | Kazakhstan             | + 15 min 55 s          |
| 6e                     | Suisse                 | Suisse                 | + 17 min 43 s          |
| 7e                     | UAE Team Emirates      | Émirats arabes unis    | + 19 min 05 s          |
| 8e                     | Bahrain-Merida         | Bahreïn                | + 21 min 07 s          |
| 9e                     | Trek-Segafredo         | États-Unis             | + 23 min 12 s          |
| 10e                    | Katusha-Alpecin        | Suisse                 | + 29 min 52 s          |

| Classement par équipes | Classement par équipes | Classement par équipes | Classement par équipes |
| Équipe                 | Équipe                 | Pays                   | Temps                  |
| ---------------------- | ---------------------- | ---------------------- | ---------------------- |
| 1re                    | Movistar Team          | Espagne                | 83 h 32 min 29 s       |
| 2e                     | Ineos                  | Royaume-Uni            | + 1 min 47 s           |
| 3e                     | Team Sunweb            | Allemagne              | + 6 min 02 s           |
| 4e                     | AG2R La Mondiale       | France                 | + 11 min 17 s          |
| 5e                     | Astana                 | Kazakhstan             | + 15 min 55 s          |
| 6e                     | Suisse                 | Suisse                 | + 17 min 43 s          |
| 7e                     | UAE Team Emirates      | Émirats arabes unis    | + 19 min 05 s          |
| 8e                     | Bahrain-Merida         | Bahreïn                | + 21 min 07 s          |
| 9e                     | Trek-Segafredo         | États-Unis             | + 23 min 12 s          |
| 10e                    | Katusha-Alpecin        | Suisse                 | + 29 min 52 s          |

## UCI World Tour
Le barème des points du classement World Tour sur ce Tour de Suisse est le suivant :
| Position           | 1er | 2e  | 3e  | 4e  | 5e  | 6e  | 7e  | 8e  | 9e  | 10e | 11e | 12e | 13e | 14e | 15e | 16e | 17e | 18e | 19e | 20e | 21e à 25e | 26e à 30e | 31e à 40e | 41e à 50e | 51e à 55e | 56e à 60e |
| ------------------ | --- | --- | --- | --- | --- | --- | --- | --- | --- | --- | --- | --- | --- | --- | --- | --- | --- | --- | --- | --- | --------- | --------- | --------- | --------- | --------- | --------- |
| Classement général | 500 | 400 | 325 | 275 | 225 | 175 | 150 | 125 | 100 | 85  | 70  | 60  | 50  | 40  | 35  | 30  | 30  | 30  | 30  | 30  | 20        | 20        | 10        | 10        | 5         | 3         |
| Par étapes         | 60  | 25  | 10  |     |     |     |     |     |     |     |     |     |     |     |     |     |     |     |     |     |           |           |           |           |           |           |
| Leader par étapes  | 10  |     |     |     |     |     |     |     |     |     |     |     |     |     |     |     |     |     |     |     |           |           |           |           |           |           |

## Évolution des classements
| Étape              | Vainqueur          | Classement général | Classement par points | Classement de la montagne | Classement du meilleur jeune | Classement par équipes |
| ------------------ | ------------------ | ------------------ | --------------------- | ------------------------- | ---------------------------- | ---------------------- |
| 1                  | Rohan Dennis       | Rohan Dennis       | Rohan Dennis          | non décerné               | Søren Kragh Andersen         | Bora-Hansgrohe         |
| 2                  | Luis Leon Sanchez  | Kasper Asgreen     | Rohan Dennis          | Claudio Imhof             | Kasper Asgreen               | Sunweb                 |
| 3                  | Peter Sagan        | Peter Sagan        | Peter Sagan           | Claudio Imhof             | Kasper Asgreen               | Sunweb                 |
| 4                  | Elia Viviani       | Peter Sagan        | Peter Sagan           | Claudio Imhof             | Kasper Asgreen               | Sunweb                 |
| 5                  | Elia Viviani       | Peter Sagan        | Peter Sagan           | Claudio Imhof             | Kasper Asgreen               | Sunweb                 |
| 6                  | Antwan Tolhoek     | Egan Bernal        | Peter Sagan           | Claudio Imhof             | Egan Bernal                  | UAE Emirates           |
| 7                  | Egan Bernal        | Egan Bernal        | Peter Sagan           | Egan Bernal               | Egan Bernal                  | Movistar               |
| 8                  | Yves Lampaert      | Egan Bernal        | Peter Sagan           | Egan Bernal               | Egan Bernal                  | Movistar               |
| 9                  | Hugh Carthy        | Egan Bernal        | Peter Sagan           | Hugh Carthy               | Egan Bernal                  | Movistar               |
| Classements finals | Classements finals | Egan Bernal        | Peter Sagan           | Hugh Carthy               | Egan Bernal                  | Movistar               |

## Liste des participants
| Deceuninck-Quick Step DQT | Deceuninck-Quick Step DQT | Deceuninck-Quick Step DQT |
| ------------------------- | ------------------------- | ------------------------- |
| Num                       | Coureur                   | Pos                       |
| 1                         | Enric Mas (ESP)           | 9e                        |
| 2                         | Kasper Asgreen (DEN)      | 70e                       |
| 3                         | Dries Devenyns (BEL)      | 36e                       |
| 4                         | Yves Lampaert (BEL)       | AB-9                      |
| 5                         | Michael Mørkøv (DEN)      | 111e                      |
| 6                         | Maximiliano Richeze (ARG) | 115e                      |
| 7                         | Elia Viviani (ITA)        | 110e                      |

| Bora-Hansgrohe BOH | Bora-Hansgrohe BOH        | Bora-Hansgrohe BOH |
| ------------------ | ------------------------- | ------------------ |
| Num                | Coureur                   | Pos                |
| 11                 | Peter Sagan (SVK)         | 76e                |
| 12                 | Maciej Bodnar (POL)       | AB-9               |
| 13                 | Marcus Burghardt (GER)    | NP-8               |
| 14                 | Patrick Konrad (AUT)      | 3e                 |
| 15                 | Daniel Oss (ITA)          | 84e                |
| 16                 | Lukas Pöstlberger (AUT)   | 77e                |
| 17                 | Andreas Schillinger (GER) | AB-9               |

| Team Jumbo-Visma TJV | Team Jumbo-Visma TJV     | Team Jumbo-Visma TJV |
| -------------------- | ------------------------ | -------------------- |
| Num                  | Coureur                  | Pos                  |
| 21                   | Koen Bouwman (NED)       | 33e                  |
| 22                   | Floris De Tier (BEL)     | AB-4                 |
| 23                   | Bert-Jan Lindeman (NED)  | 109e                 |
| 24                   | Timo Roosen (NED)        | 106e                 |
| 25                   | Antwan Tolhoek (NED)     | 53e                  |
| 26                   | Taco van der Hoorn (NED) | 83e                  |
| 27                   | Danny van Poppel (NED)   | AB-2                 |

| Astana AST | Astana AST              | Astana AST |
| ---------- | ----------------------- | ---------- |
| Num        | Coureur                 | Pos        |
| 31         | Omar Fraile (ESP)       | NP-6       |
| 32         | Jan Hirt (CZE)          | 5e         |
| 33         | Rodrigo Contreras (COL) | 45e        |
| 34         | Luis León Sánchez (ESP) | 32e        |
| 35         | Merhawi Kudus (ERI)     | 25e        |
| 36         | Yuriy Natarov (KAZ)     | 75e        |
| 37         | Andrey Zeits (KAZ)      | AB-4       |

| Team Ineos INS | Team Ineos INS             | Team Ineos INS |
| -------------- | -------------------------- | -------------- |
| Num            | Coureur                    | Pos            |
| 41             | Geraint Thomas (GBR)       | AB-4           |
| 42             | Egan Bernal (COL)          | 1er            |
| 43             | Kenny Elissonde (FRA)      | 34e            |
| 44             | Owain Doull (GBR)          | 85e            |
| 45             | Luke Rowe (GBR)            | 114e           |
| 46             | Ben Swift (GBR)            | 23e            |
| 47             | Jonathan Castroviejo (ESP) | 15e            |

| UAE Team Emirates UAD | UAE Team Emirates UAD    | UAE Team Emirates UAD |
| --------------------- | ------------------------ | --------------------- |
| Num                   | Coureur                  | Pos                   |
| 51                    | Rui Costa (POR)          | 56e                   |
| 52                    | Sven Erik Bystrøm (NOR)  | 59e                   |
| 53                    | Fabio Aru (ITA)          | 21e                   |
| 54                    | Sergio Henao (COL)       | 13e                   |
| 55                    | Alexander Kristoff (NOR) | NP-8                  |
| 56                    | Tom Bohli (SUI)          | NP-9                  |
| 57                    | Manuele Mori (ITA)       | 90e                   |

| Movistar Team MOV | Movistar Team MOV      | Movistar Team MOV |
| ----------------- | ---------------------- | ----------------- |
| Num               | Coureur                | Pos               |
| 61                | Marc Soler (ESP)       | 12e               |
| 62                | Winner Anacona (COL)   | 37e               |
| 63                | Carlos Barbero (ESP)   | 86e               |
| 64                | Lluís Mas (ESP)        | 28e               |
| 65                | Carlos Betancur (COL)  | 8e                |
| 66                | Héctor Carretero (ESP) | 61e               |
| 67                | Jürgen Roelandts (BEL) | 103e              |

| Mitchelton-Scott MTS | Mitchelton-Scott MTS      | Mitchelton-Scott MTS |
| -------------------- | ------------------------- | -------------------- |
| Num                  | Coureur                   | Pos                  |
| 71                   | Michael Albasini (SUI)    | 67e                  |
| 72                   | Robert Stannard (AUS)     | 73e                  |
| 73                   | Alexander Edmondson (AUS) | AB-9                 |
| 74                   | Tsgabu Grmay (ETH)        | 63e                  |
| 75                   | Michael Hepburn (AUS)     | NP-7                 |
| 76                   | Sam Bewley (NZL)          | 100e                 |
| 77                   | Matteo Trentin (ITA)      | 49e                  |

| Team Sunweb SUN | Team Sunweb SUN            | Team Sunweb SUN |
| --------------- | -------------------------- | --------------- |
| Num             | Coureur                    | Pos             |
| 81              | Marc Hirschi (SUI)         | 51e             |
| 82              | Nikias Arndt (GER)         | 79e             |
| 83              | Lennard Kämna (GER)        | 17e             |
| 84              | Wilco Kelderman (NED)      | 29e             |
| 85              | Søren Kragh Andersen (DEN) | 66e             |
| 86              | Michael Matthews (AUS)     | NP-9            |
| 87              | Nicolas Roche (IRL)        | 10e             |

| Groupama-FDJ GFC | Groupama-FDJ GFC       | Groupama-FDJ GFC |
| ---------------- | ---------------------- | ---------------- |
| Num              | Coureur                | Pos              |
| 91               | Stefan Küng (SUI)      | 60e              |
| 92               | Bruno Armirail (FRA)   | NP-2             |
| 93               | Kilian Frankiny (SUI)  | 18e              |
| 94               | Kevin Geniets (LUX)    | 52e              |
| 95               | Daniel Hoelgaard (NOR) | 108e             |
| 96               | Steve Morabito (SUI)   | 30e              |
| 97               | Benjamin Thomas (FRA)  | 95e              |

| Bahrain-Merida TBM | Bahrain-Merida TBM        | Bahrain-Merida TBM |
| ------------------ | ------------------------- | ------------------ |
| Num                | Coureur                   | Pos                |
| 101                | Rohan Dennis (AUS)        | 2e                 |
| 102                | Valerio Agnoli (ITA)      | AB-9               |
| 103                | Andrea Garosio (ITA)      | 93e                |
| 104                | Iván García Cortina (ESP) | AB-9               |
| 105                | Matej Mohorič (SLO)       | 62e                |
| 106                | Domenico Pozzovivo (ITA)  | 7e                 |
| 107                | Antonio Nibali (ITA)      | 107e               |

| Trek-Segafredo TFS | Trek-Segafredo TFS       | Trek-Segafredo TFS |
| ------------------ | ------------------------ | ------------------ |
| Num                | Coureur                  | Pos                |
| 111                | Gianluca Brambilla (ITA) | 46e                |
| 112                | Nicola Conci (ITA)       | 39e                |
| 113                | John Degenkolb (GER)     | 96e                |
| 114                | Michael Gogl (AUT)       | 88e                |
| 115                | Fabio Felline (ITA)      | 14e                |
| 116                | Kiel Reijnen (USA)       | AB-7               |
| 117                | Jasper Stuyven (BEL)     | 40e                |

| AG2R La Mondiale ALM | AG2R La Mondiale ALM         | AG2R La Mondiale ALM |
| -------------------- | ---------------------------- | -------------------- |
| Num                  | Coureur                      | Pos                  |
| 121                  | Mathias Frank (SUI)          | 20e                  |
| 122                  | François Bidard (FRA)        | 43e                  |
| 123                  | Geoffrey Bouchard (FRA)      | 50e                  |
| 124                  | Aurélien Paret-Peintre (FRA) | 16e                  |
| 125                  | Lawrence Warbasse (USA)      | 72e                  |
| 126                  | Pierre Latour (FRA)          | AB-9                 |
| 127                  | Stijn Vandenbergh (BEL)      | 87e                  |

| EF Education First EF1 | EF Education First EF1 | EF Education First EF1 |
| ---------------------- | ---------------------- | ---------------------- |
| Num                    | Coureur                | Pos                    |
| 131                    | Hugh Carthy (GBR)      | 27e                    |
| 132                    | Lawson Craddock (USA)  | NP-9                   |
| 133                    | Daniel McLay (GBR)     | AB-3                   |
| 134                    | Nathan Brown (USA)     | 55e                    |
| 135                    | Mitchell Docker (AUS)  | 97e                    |
| 136                    | Thomas Scully (NZL)    | NP-9                   |
| 137                    | Sep Vanmarcke (BEL)    | AB-9                   |

| Lotto-Soudal LTS | Lotto-Soudal LTS         | Lotto-Soudal LTS |
| ---------------- | ------------------------ | ---------------- |
| Num              | Coureur                  | Pos              |
| 141              | Tiesj Benoot (BEL)       | 4e               |
| 142              | Stan Dewulf (BEL)        | 68e              |
| 143              | Adam Hansen (AUS)        | 74e              |
| 144              | Maxime Monfort (BEL)     | 24e              |
| 145              | Enzo Wouters (BEL)       | AB-9             |
| 146              | Tosh Van der Sande (BEL) | AB-9             |
| 147              | Jelle Vanendert (BEL)    | AB-9             |

| CCC Team CCC | CCC Team CCC                   | CCC Team CCC |
| ------------ | ------------------------------ | ------------ |
| Num          | Coureur                        | Pos          |
| 151          | Greg Van Avermaet (BEL)        | 48e          |
| 152          | Patrick Bevin (NZL)            | 35e          |
| 153          | Simon Geschke (GER)            | 41e          |
| 154          | Szymon Sajnok (POL)            | 112e         |
| 155          | Michael Schär (SUI)            | 42e          |
| 156          | Guillaume Van Keirsbulck (BEL) | AB-9         |
| 157          | Łukasz Wiśniowski (POL)        | 101e         |

| Katusha-Alpecin TKA | Katusha-Alpecin TKA    | Katusha-Alpecin TKA |
| ------------------- | ---------------------- | ------------------- |
| Num                 | Coureur                | Pos                 |
| 161                 | Simon Špilak (SLO)     | 6e                  |
| 162                 | Enrico Battaglin (ITA) | 58e                 |
| 163                 | Matteo Fabbro (ITA)    | 26e                 |
| 164                 | Nathan Haas (AUS)      | 69e                 |
| 165                 | Reto Hollenstein (SUI) | 99e                 |
| 166                 | Willie Smit (RSA)      | 82e                 |
| 167                 | Rick Zabel (GER)       | 102e                |

| Dimension Data TDD | Dimension Data TDD                | Dimension Data TDD |
| ------------------ | --------------------------------- | ------------------ |
| Num                | Coureur                           | Pos                |
| 171                | Roman Kreuziger (CZE)             | 22e                |
| 172                | Michael Valgren (DEN)             | 65e                |
| 173                | Reinardt Janse van Rensburg (RSA) | 94e                |
| 174                | Benjamin King (USA)               | 47e                |
| 175                | Jay Robert Thomson (RSA)          | 113e               |
| 176                | Gino Mäder (SUI)                  | 31e                |
| 177                | Tom-Jelte Slagter (NED)           | 71e                |

| Total Direct Énergie TDE | Total Direct Énergie TDE | Total Direct Énergie TDE |
| ------------------------ | ------------------------ | ------------------------ |
| Num                      | Coureur                  | Pos                      |
| 181                      | Lilian Calmejane (FRA)   | 64e                      |
| 182                      | Thomas Boudat (FRA)      | 98e                      |
| 183                      | Jérôme Cousin (FRA)      | 104e                     |
| 184                      | Fabien Grellier (FRA)    | AB-9                     |
| 185                      | Pim Ligthart (NED)       | 78e                      |
| 186                      | Paul Ourselin (FRA)      | 57e                      |
| 187                      | Romain Sicard (FRA)      | 19e                      |

| Rally UHC Cycling RLY | Rally UHC Cycling RLY | Rally UHC Cycling RLY |
| --------------------- | --------------------- | --------------------- |
| Num                   | Coureur               | Pos                   |
| 191                   | Brandon McNulty (USA) | AB-9                  |
| 192                   | Robin Carpenter (USA) | AB-9                  |
| 193                   | Colin Joyce (USA)     | 91e                   |
| 194                   | Gavin Mannion (USA)   | 89e                   |
| 195                   | Ryan Anderson (CAN)   | AB-9                  |
| 196                   | Rob Britton (CAN)     | 81e                   |
| 197                   | Svein Tuft (CAN)      | AB-9                  |

| Suisse SUI | Suisse SUI        | Suisse SUI |
| ---------- | ----------------- | ---------- |
| Num        | Coureur           | Pos        |
| 201        | Matteo Badilatti  | 38e        |
| 202        | Gian Friesecke    | 80e        |
| 203        | Claudio Imhof     | 105e       |
| 204        | Fabian Lienhard   | 92e        |
| 205        | Roland Thalmann   | 44e        |
| 206        | Simon Pellaud     | 54e        |
| 207        | Patrick Schelling | 11e        |

| Deceuninck-Quick Step DQT | Deceuninck-Quick Step DQT | Deceuninck-Quick Step DQT |
| ------------------------- | ------------------------- | ------------------------- |
| Num                       | Coureur                   | Pos                       |
| 1                         | Enric Mas (ESP)           | 9e                        |
| 2                         | Kasper Asgreen (DEN)      | 70e                       |
| 3                         | Dries Devenyns (BEL)      | 36e                       |
| 4                         | Yves Lampaert (BEL)       | AB-9                      |
| 5                         | Michael Mørkøv (DEN)      | 111e                      |
| 6                         | Maximiliano Richeze (ARG) | 115e                      |
| 7                         | Elia Viviani (ITA)        | 110e                      |

| Bora-Hansgrohe BOH | Bora-Hansgrohe BOH        | Bora-Hansgrohe BOH |
| ------------------ | ------------------------- | ------------------ |
| Num                | Coureur                   | Pos                |
| 11                 | Peter Sagan (SVK)         | 76e                |
| 12                 | Maciej Bodnar (POL)       | AB-9               |
| 13                 | Marcus Burghardt (GER)    | NP-8               |
| 14                 | Patrick Konrad (AUT)      | 3e                 |
| 15                 | Daniel Oss (ITA)          | 84e                |
| 16                 | Lukas Pöstlberger (AUT)   | 77e                |
| 17                 | Andreas Schillinger (GER) | AB-9               |

| Team Jumbo-Visma TJV | Team Jumbo-Visma TJV     | Team Jumbo-Visma TJV |
| -------------------- | ------------------------ | -------------------- |
| Num                  | Coureur                  | Pos                  |
| 21                   | Koen Bouwman (NED)       | 33e                  |
| 22                   | Floris De Tier (BEL)     | AB-4                 |
| 23                   | Bert-Jan Lindeman (NED)  | 109e                 |
| 24                   | Timo Roosen (NED)        | 106e                 |
| 25                   | Antwan Tolhoek (NED)     | 53e                  |
| 26                   | Taco van der Hoorn (NED) | 83e                  |
| 27                   | Danny van Poppel (NED)   | AB-2                 |

| Astana AST | Astana AST              | Astana AST |
| ---------- | ----------------------- | ---------- |
| Num        | Coureur                 | Pos        |
| 31         | Omar Fraile (ESP)       | NP-6       |
| 32         | Jan Hirt (CZE)          | 5e         |
| 33         | Rodrigo Contreras (COL) | 45e        |
| 34         | Luis León Sánchez (ESP) | 32e        |
| 35         | Merhawi Kudus (ERI)     | 25e        |
| 36         | Yuriy Natarov (KAZ)     | 75e        |
| 37         | Andrey Zeits (KAZ)      | AB-4       |

| Team Ineos INS | Team Ineos INS             | Team Ineos INS |
| -------------- | -------------------------- | -------------- |
| Num            | Coureur                    | Pos            |
| 41             | Geraint Thomas (GBR)       | AB-4           |
| 42             | Egan Bernal (COL)          | 1er            |
| 43             | Kenny Elissonde (FRA)      | 34e            |
| 44             | Owain Doull (GBR)          | 85e            |
| 45             | Luke Rowe (GBR)            | 114e           |
| 46             | Ben Swift (GBR)            | 23e            |
| 47             | Jonathan Castroviejo (ESP) | 15e            |

| UAE Team Emirates UAD | UAE Team Emirates UAD    | UAE Team Emirates UAD |
| --------------------- | ------------------------ | --------------------- |
| Num                   | Coureur                  | Pos                   |
| 51                    | Rui Costa (POR)          | 56e                   |
| 52                    | Sven Erik Bystrøm (NOR)  | 59e                   |
| 53                    | Fabio Aru (ITA)          | 21e                   |
| 54                    | Sergio Henao (COL)       | 13e                   |
| 55                    | Alexander Kristoff (NOR) | NP-8                  |
| 56                    | Tom Bohli (SUI)          | NP-9                  |
| 57                    | Manuele Mori (ITA)       | 90e                   |

| Movistar Team MOV | Movistar Team MOV      | Movistar Team MOV |
| ----------------- | ---------------------- | ----------------- |
| Num               | Coureur                | Pos               |
| 61                | Marc Soler (ESP)       | 12e               |
| 62                | Winner Anacona (COL)   | 37e               |
| 63                | Carlos Barbero (ESP)   | 86e               |
| 64                | Lluís Mas (ESP)        | 28e               |
| 65                | Carlos Betancur (COL)  | 8e                |
| 66                | Héctor Carretero (ESP) | 61e               |
| 67                | Jürgen Roelandts (BEL) | 103e              |

| Mitchelton-Scott MTS | Mitchelton-Scott MTS      | Mitchelton-Scott MTS |
| -------------------- | ------------------------- | -------------------- |
| Num                  | Coureur                   | Pos                  |
| 71                   | Michael Albasini (SUI)    | 67e                  |
| 72                   | Robert Stannard (AUS)     | 73e                  |
| 73                   | Alexander Edmondson (AUS) | AB-9                 |
| 74                   | Tsgabu Grmay (ETH)        | 63e                  |
| 75                   | Michael Hepburn (AUS)     | NP-7                 |
| 76                   | Sam Bewley (NZL)          | 100e                 |
| 77                   | Matteo Trentin (ITA)      | 49e                  |

| Team Sunweb SUN | Team Sunweb SUN            | Team Sunweb SUN |
| --------------- | -------------------------- | --------------- |
| Num             | Coureur                    | Pos             |
| 81              | Marc Hirschi (SUI)         | 51e             |
| 82              | Nikias Arndt (GER)         | 79e             |
| 83              | Lennard Kämna (GER)        | 17e             |
| 84              | Wilco Kelderman (NED)      | 29e             |
| 85              | Søren Kragh Andersen (DEN) | 66e             |
| 86              | Michael Matthews (AUS)     | NP-9            |
| 87              | Nicolas Roche (IRL)        | 10e             |

| Groupama-FDJ GFC | Groupama-FDJ GFC       | Groupama-FDJ GFC |
| ---------------- | ---------------------- | ---------------- |
| Num              | Coureur                | Pos              |
| 91               | Stefan Küng (SUI)      | 60e              |
| 92               | Bruno Armirail (FRA)   | NP-2             |
| 93               | Kilian Frankiny (SUI)  | 18e              |
| 94               | Kevin Geniets (LUX)    | 52e              |
| 95               | Daniel Hoelgaard (NOR) | 108e             |
| 96               | Steve Morabito (SUI)   | 30e              |
| 97               | Benjamin Thomas (FRA)  | 95e              |

| Bahrain-Merida TBM | Bahrain-Merida TBM        | Bahrain-Merida TBM |
| ------------------ | ------------------------- | ------------------ |
| Num                | Coureur                   | Pos                |
| 101                | Rohan Dennis (AUS)        | 2e                 |
| 102                | Valerio Agnoli (ITA)      | AB-9               |
| 103                | Andrea Garosio (ITA)      | 93e                |
| 104                | Iván García Cortina (ESP) | AB-9               |
| 105                | Matej Mohorič (SLO)       | 62e                |
| 106                | Domenico Pozzovivo (ITA)  | 7e                 |
| 107                | Antonio Nibali (ITA)      | 107e               |

| Trek-Segafredo TFS | Trek-Segafredo TFS       | Trek-Segafredo TFS |
| ------------------ | ------------------------ | ------------------ |
| Num                | Coureur                  | Pos                |
| 111                | Gianluca Brambilla (ITA) | 46e                |
| 112                | Nicola Conci (ITA)       | 39e                |
| 113                | John Degenkolb (GER)     | 96e                |
| 114                | Michael Gogl (AUT)       | 88e                |
| 115                | Fabio Felline (ITA)      | 14e                |
| 116                | Kiel Reijnen (USA)       | AB-7               |
| 117                | Jasper Stuyven (BEL)     | 40e                |

| AG2R La Mondiale ALM | AG2R La Mondiale ALM         | AG2R La Mondiale ALM |
| -------------------- | ---------------------------- | -------------------- |
| Num                  | Coureur                      | Pos                  |
| 121                  | Mathias Frank (SUI)          | 20e                  |
| 122                  | François Bidard (FRA)        | 43e                  |
| 123                  | Geoffrey Bouchard (FRA)      | 50e                  |
| 124                  | Aurélien Paret-Peintre (FRA) | 16e                  |
| 125                  | Lawrence Warbasse (USA)      | 72e                  |
| 126                  | Pierre Latour (FRA)          | AB-9                 |
| 127                  | Stijn Vandenbergh (BEL)      | 87e                  |

| EF Education First EF1 | EF Education First EF1 | EF Education First EF1 |
| ---------------------- | ---------------------- | ---------------------- |
| Num                    | Coureur                | Pos                    |
| 131                    | Hugh Carthy (GBR)      | 27e                    |
| 132                    | Lawson Craddock (USA)  | NP-9                   |
| 133                    | Daniel McLay (GBR)     | AB-3                   |
| 134                    | Nathan Brown (USA)     | 55e                    |
| 135                    | Mitchell Docker (AUS)  | 97e                    |
| 136                    | Thomas Scully (NZL)    | NP-9                   |
| 137                    | Sep Vanmarcke (BEL)    | AB-9                   |

| Lotto-Soudal LTS | Lotto-Soudal LTS         | Lotto-Soudal LTS |
| ---------------- | ------------------------ | ---------------- |
| Num              | Coureur                  | Pos              |
| 141              | Tiesj Benoot (BEL)       | 4e               |
| 142              | Stan Dewulf (BEL)        | 68e              |
| 143              | Adam Hansen (AUS)        | 74e              |
| 144              | Maxime Monfort (BEL)     | 24e              |
| 145              | Enzo Wouters (BEL)       | AB-9             |
| 146              | Tosh Van der Sande (BEL) | AB-9             |
| 147              | Jelle Vanendert (BEL)    | AB-9             |

| CCC Team CCC | CCC Team CCC                   | CCC Team CCC |
| ------------ | ------------------------------ | ------------ |
| Num          | Coureur                        | Pos          |
| 151          | Greg Van Avermaet (BEL)        | 48e          |
| 152          | Patrick Bevin (NZL)            | 35e          |
| 153          | Simon Geschke (GER)            | 41e          |
| 154          | Szymon Sajnok (POL)            | 112e         |
| 155          | Michael Schär (SUI)            | 42e          |
| 156          | Guillaume Van Keirsbulck (BEL) | AB-9         |
| 157          | Łukasz Wiśniowski (POL)        | 101e         |

| Katusha-Alpecin TKA | Katusha-Alpecin TKA    | Katusha-Alpecin TKA |
| ------------------- | ---------------------- | ------------------- |
| Num                 | Coureur                | Pos                 |
| 161                 | Simon Špilak (SLO)     | 6e                  |
| 162                 | Enrico Battaglin (ITA) | 58e                 |
| 163                 | Matteo Fabbro (ITA)    | 26e                 |
| 164                 | Nathan Haas (AUS)      | 69e                 |
| 165                 | Reto Hollenstein (SUI) | 99e                 |
| 166                 | Willie Smit (RSA)      | 82e                 |
| 167                 | Rick Zabel (GER)       | 102e                |

| Dimension Data TDD | Dimension Data TDD                | Dimension Data TDD |
| ------------------ | --------------------------------- | ------------------ |
| Num                | Coureur                           | Pos                |
| 171                | Roman Kreuziger (CZE)             | 22e                |
| 172                | Michael Valgren (DEN)             | 65e                |
| 173                | Reinardt Janse van Rensburg (RSA) | 94e                |
| 174                | Benjamin King (USA)               | 47e                |
| 175                | Jay Robert Thomson (RSA)          | 113e               |
| 176                | Gino Mäder (SUI)                  | 31e                |
| 177                | Tom-Jelte Slagter (NED)           | 71e                |

| Total Direct Énergie TDE | Total Direct Énergie TDE | Total Direct Énergie TDE |
| ------------------------ | ------------------------ | ------------------------ |
| Num                      | Coureur                  | Pos                      |
| 181                      | Lilian Calmejane (FRA)   | 64e                      |
| 182                      | Thomas Boudat (FRA)      | 98e                      |
| 183                      | Jérôme Cousin (FRA)      | 104e                     |
| 184                      | Fabien Grellier (FRA)    | AB-9                     |
| 185                      | Pim Ligthart (NED)       | 78e                      |
| 186                      | Paul Ourselin (FRA)      | 57e                      |
| 187                      | Romain Sicard (FRA)      | 19e                      |

| Rally UHC Cycling RLY | Rally UHC Cycling RLY | Rally UHC Cycling RLY |
| --------------------- | --------------------- | --------------------- |
| Num                   | Coureur               | Pos                   |
| 191                   | Brandon McNulty (USA) | AB-9                  |
| 192                   | Robin Carpenter (USA) | AB-9                  |
| 193                   | Colin Joyce (USA)     | 91e                   |
| 194                   | Gavin Mannion (USA)   | 89e                   |
| 195                   | Ryan Anderson (CAN)   | AB-9                  |
| 196                   | Rob Britton (CAN)     | 81e                   |
| 197                   | Svein Tuft (CAN)      | AB-9                  |

| Suisse SUI | Suisse SUI        | Suisse SUI |
| ---------- | ----------------- | ---------- |
| Num        | Coureur           | Pos        |
| 201        | Matteo Badilatti  | 38e        |
| 202        | Gian Friesecke    | 80e        |
| 203        | Claudio Imhof     | 105e       |
| 204        | Fabian Lienhard   | 92e        |
| 205        | Roland Thalmann   | 44e        |
| 206        | Simon Pellaud     | 54e        |
| 207        | Patrick Schelling | 11e        |

- Liste de départ complète